# Diederik Wissels
Diederik Wissels (Rotterdam, 1960) is een Nederlandse jazz-pianist.
Wissels studeerde onder meer piano en gitaar aan het conservatorium, daarna studeerde hij aan het Berklee College of Music in Boston waar hij les had van onder meer John Lewis en Kenny Drew. Enige tijd na zijn studie verhuisde hij naar Brussel. Hij speelde onder meer met Chet Baker, Joe Henderson, Sahib Shihab, Kenny Wheeler, Slide Hampton, Toots Thielemans en Philip Catherine. Al sinds het begin van de jaren negentig werkt hij samen met de Belgische zanger David Linx, met wie hij onder meer verschillende duoplaten heeft gemaakt. Ook heeft hij een groep, 'Silent Song Sextet'.

## Discografie
- Juvia, (met Steve Houben), Timeless Records, 1984
- Tender is the Night, B-Sharp, 1990
- The Hillock Songstress, 1994
- From This Day Forward, Igloo, 1996
- Streams (met Bart Defoort), 2001
- Songs of You, Igloo Jazz, 2004
- Crystals, Timeless Records, 2008
- Kaos, Laborie Jazz Records, 2012

- Bibliothèque nationale de France: cb139710135 (data)
- Gemeinsame Normdatei: 134800966
- International Standard Name Identifier: 0000 0000 5518 3810
- Library of Congress Control Number: no98006338
- MusicBrainz: 679fd287-641a-4b8e-91a8-1a44fb740d84
- Nationale Bibliotheek van Israël: 987007320264705171
- Système universitaire de documentation: 158469119
- Virtual International Authority File: 54339898
- WorldCat: E39PBJkD48fG7bG4gbhV93yKh3